# Jean-Michel Frank (poète)
Pour les articles homonymes, voir Jean-Michel Frank et Frank.
Jean-Michel Frank, né le 1er juin 1922 à Paris et mort le 4 novembre 1988 à Neuilly-sur-Seine, est un poète français.

## Biographie
Agrégé de philosophie en 1945, c'est Jean Paulhan qui le découvre, publiant son premier recueil en 1960. Le Prix Max-Jacob lui est décerné en 1982 pour son recueil Le Christ est du matin. Souvent ignoré de la critique, il est admiré par Yves Bonnefoy, Lorand Gaspar, Jean Grosjean, Philippe Jaccottet ou encore Christian Bobin. 

## Œuvres
- Journal d’un autre, Gallimard, 1960
- Toute la nuit j’écoute, Gallimard, 1967
- Ma fenêtre sur la folie, Grasset, 1970
- Les poètes entre eux, Grasset, 1975
- Dieu protège les roses !, Gallimard, 1978
- Le Christ est du matin, Gallimard, 1981 (Prix Max-Jacob)
- Musique raison ardente, Obsidiane, 1983
- Dernier dernier nuage, Gallimard, 1985
- Changer d’Orient, Obsidiane, 1988
- À vos marques, Obsidiane, 1989, préface de Philippe Jaccottet
- « Les funestes roses de ma tête » (anthologie), Obsidiane, 2018, postface de Philippe Jaccottet